# Doce caballeros de Glamorgan
Los doce caballeros de Glamorgan era un grupo de mercenarios legendarios que siguieron a Robert FitzHamon, «llamado el conquistador de Glamorganshire». Aunque Fitzhamon es una figura histórica real, los historiadores del siglo XVI, en particular Sir Edward Stradling, se basaron  en la leyenda de un grupo de caballeros que gobernaron el condado de Glamorgan. El hecho de que muchos de los caballeros existieran durante ese período, y algunos de ellos todavía se pueden rastrear las familias de este condado, dio credibilidad a la leyenda. Los caballeros fueron escogidos por ser comandantes de distintos cuerpos de tropas seleccionadas, para servir bajo su mando, con la promesa de ser recompensados generosamente.
En 1561, Stradling escribió The Winning of the Lordship of Glamorgan or Morgannwe out of Welshmens' Hands (La obtención del señorío de Glamorgan de manos de los galeses), en la que describía las acciones de Robert FitzHamon, el primer señor de Glamorgan, asignándole doce caballeros que lo siguieron desde Gloucestershire para la conquista de Gales. La mayoría de los caballeros de su lista más o menos resisten el escrutinio histórico moderno, pero no así el propio caballero Stradling, antepasado de Sir Edward, a quien creía seguidor de FitzHamon. Más recientemente se ha determinado que el primer Stradling de Glamorgan llegó en realidad más tarde que Fitzhamon, probablemente procedente de Suiza.
Según el cronista galés Caradoc de Llancarfan, normandos y flamencos que componían las fuerzas de FitzHamon eran detestados por su crueldad, pero los flamencos no eran precisamente ejemplo de coraje. De hecho Griffin ap Tudor alentaba a su ejército para atacar sin temor, pues aunque fueran veinte veces más numerosos «solo eran flamencos».

## Los 12 caballeros
Un relato de los 12 caballeros y de las tierras robadas asignadas a cada uno por derecho de conquista aparece en la obra de 1591 de Sir Edward Mansel de Margam, An Account of the Cause of the Conquest of Glamorgan by Sir Robert FitzHaymon and his Twelve Knights (Relato de la causa de la conquista de Glamorgan por Sir Robert FitzHaymon y sus doce caballeros):
- William de Londres; señor de Ogmore
- Ricardo de Grenville; señor de Neath
- Payn de Turberville; señor de Coity
- Roberto de Saint Quintin; señor de Llanblethian
- Ricardo de Seward; señor de Tal y Fan
- Gilbert de Umfraville; señor de Penmark
- Roger de Berkerolles;  señor de St Athan
- Reginald de Sully; señor de Sully
- Peter le Soare; señor de Llanbedr-ar-Lai
- John le Fleming; señor de Wenvoe
- Oliver St. John; señor de Fonmon
- William Stradling; señor de St Donat's